# Viudas e hijos del rock and roll
Viudas e hijos del rock and roll (estilizado como Viudas e Hijos del Rock & Roll) es una telecomedia argentina de Telefe, coproducida por Underground Producciones y Endemol. Es protagonizada por Paola Barrientos y Damián de Santo, junto a Celeste Cid, Juan Minujín, Mex Urtizberea, Fernán Mirás, Darío Lopilato y Nicolás Francella como coprotagonistas. Antagonizada por Verónica Llinás, Julieta Ortega, Ludovico Di Santo, Antonio Birabent, Luis Machín y Violeta Urtizberea. También, contó con las actuaciones especiales de Marcelo Mazzarello  y los primeros actores María Leal, Hugo Arana y Georgina Barbarossa. Las participaciones de Griselda Siciliani y Lalo Mir. Y las presentaciones de Juan Sorini y Natalia Figueiras. Se estrenó el 18 de agosto de 2014 y su última emisión fue el 13 de mayo de 2015. Fue emitida de lunes a viernes a las 23:00.

## Argumento
Roby (Lalo Mir) es un referente en el mundo del rock nacional. Su vida es un claro reflejo de su filosofía, influyendo no solo en su familia, sino también en toda una generación de jóvenes a la que llegó a través de su radio: la Z-Rock. Roby muere y deja un gran vacío para todos aquellos que estuvieron cerca suyo. Una vida apasionada que deja un reguero de amores, traiciones, dolores y alegrías. Amistades heridas, hijos no reconocidos, amores desenfrenados y noches de rock and roll. Será Miranda (Paola Barrientos), su hija, quien deberá reconstruir la mirada negativa que tiene sobre ese padre, a partir de asumir su propia historia. Reconociéndose en todos esos aspectos que la enojaban de él; permitiéndose un amor que le devuelva esa locura que siempre le reprochó a su padre. Miranda se reencuentra con el pasado del que había huido: Sandra (Julieta Ortega), su antigua mejor amiga, Vera (Celeste Cid), la hija no reconocida de Roby, y con Diego (Damián De Santo), aquel amor de verano que se había truncado. Miranda ya no es aquella chica que Diego había conocido. Ella se casó con Segundo (Juan Minujin), un joven proveniente de una familia tradicional, que no acepta su homosexualidad. Por su lado, Diego se comprometió con Susana (Griselda Siciliani), pero mantiene la esencia de su juventud y una amistad con "Rama" (Fernán Mirás) a lo largo de los años. La música será el nexo de unión entre ellos, y el elemento sanador para ella que la conectará con su esencia y terminará por despejar sus enojos, heridas y dolores con el pasado y su padre.

## Elenco
- Damián De Santo como Diego Lamas.
- Paola Barrientos como Miranda Bettini de Arostegui.
- Celeste Cid como Vera Santoro / Vera Bettini.
- Julieta Ortega como Sandra Cuevas.
- Juan Minujín como Segundo "Second" Arostegui.
- Mex Urtizberea como Pipo Roch.
- Fernán Mirás como Ramiro  "Rama" Ferrer.
- María Leal como Gabriela "Gaby" Bianchi.
- Ludovico Di Santo como Ignacio "Nacho" Arostegui (Capítulos 001-138).
- Luis Machín como Luis Emilio Arostegui III.
- Verónica Llinás como Inés Murray Tedin Puch de Arostegui.
- Violeta Urtizberea como Lourdes Sánchez Elías de Arostegui.
- Antonio Birabent como Bruno Viale.
- Darío Lopilato como Agustín "El Piojo" Pulido.
- Nicolás Francella como Federico  Ventura / Federico  Roch.
- Marcelo Mazzarello como Estanislao "El Polaco" Karlovich.
- Georgina Barbarossa como Beatriz "Tití" Cancela.
- Lalo Mir como Roby Bettini / Juan Carlos Bettini.
- Maju Lozano como Mariana Fasano
- Griselda Siciliani como Susana "Susy" Bartolotti (Capítulos 001-018 y 029).
- Hugo Arana como Amílcar Bartolotti.
- Eliseo Barrionuevo como Bautista Emilio Arostegui.
- Luis Margani como Remigio.
- Mónica Gonzaga como Fini.
- Emme como Flor (Capítulo 26)
- Daniel Aráoz como Raúl Persa.
- Jorgelina Aruzzi como Vivian Acosta.
- Marcelo De Bellis como Oscar.
- Benjamín Alfonso como Facundo.
- Cecilia Roth como Ingrid Santoro Ardanaz.
- Edda Díaz como Norma.
- Damián Dreizik como Warner.
- Florencia Peña como Denise Saravia.
- Andy Kusnetzoff como Mariano Letterman.
- Daniela Herrero como Paula Peñalba.
- Julieta Cardinali como Lola.
- Henny Trayles como Ruth.
- Sheila González como Mayra Poli.
- Gabo Correa como Fiscal.
- Humberto Tortonese como Paco Acevedo Lainez.
- Ernestina Pais como Laura Viviani.
- Chino Darín como Franco Pilares / Franco Bettini.
- Alejandra Flechner como María Esther.
- Catherine Fulop como Miriam.
- Eva de Dominici como Mirta "La Pioja" Pulido
- Oscar Ferrigno como Oficial.
- Esteban Meloni como José María Uriburu.
- Juan Ignacio Machado como Angelito.
- Juan Sorini como Antonio "Tony" Emmanuel Gilberto Soilo.
- Natalia Figueiras como Alina Mussi.
- Darío Barassi como Pedro Gatto.
- Paula Baldini como Estela Rovner.
- Iride Mockert como Iaia López.
- Joe Seitun como Micky Viriloni.
- Agustina Prinsich como María de la Paz Alcántara Echagüe.
- Arian Barbieri como Blas Arostegui.
- Byron Barbieri como Lautaro Arostegui.
- Silvana Tomé como Chipi Bartolotti.
- Carla Moure como Brenda.
- Sol Jaite como Lucía.
- Mariana Chaud como Edith.
- Mauricio Lavaselli como Manu.
- Vivian El Jaber como Martita Cano.

### Cameos

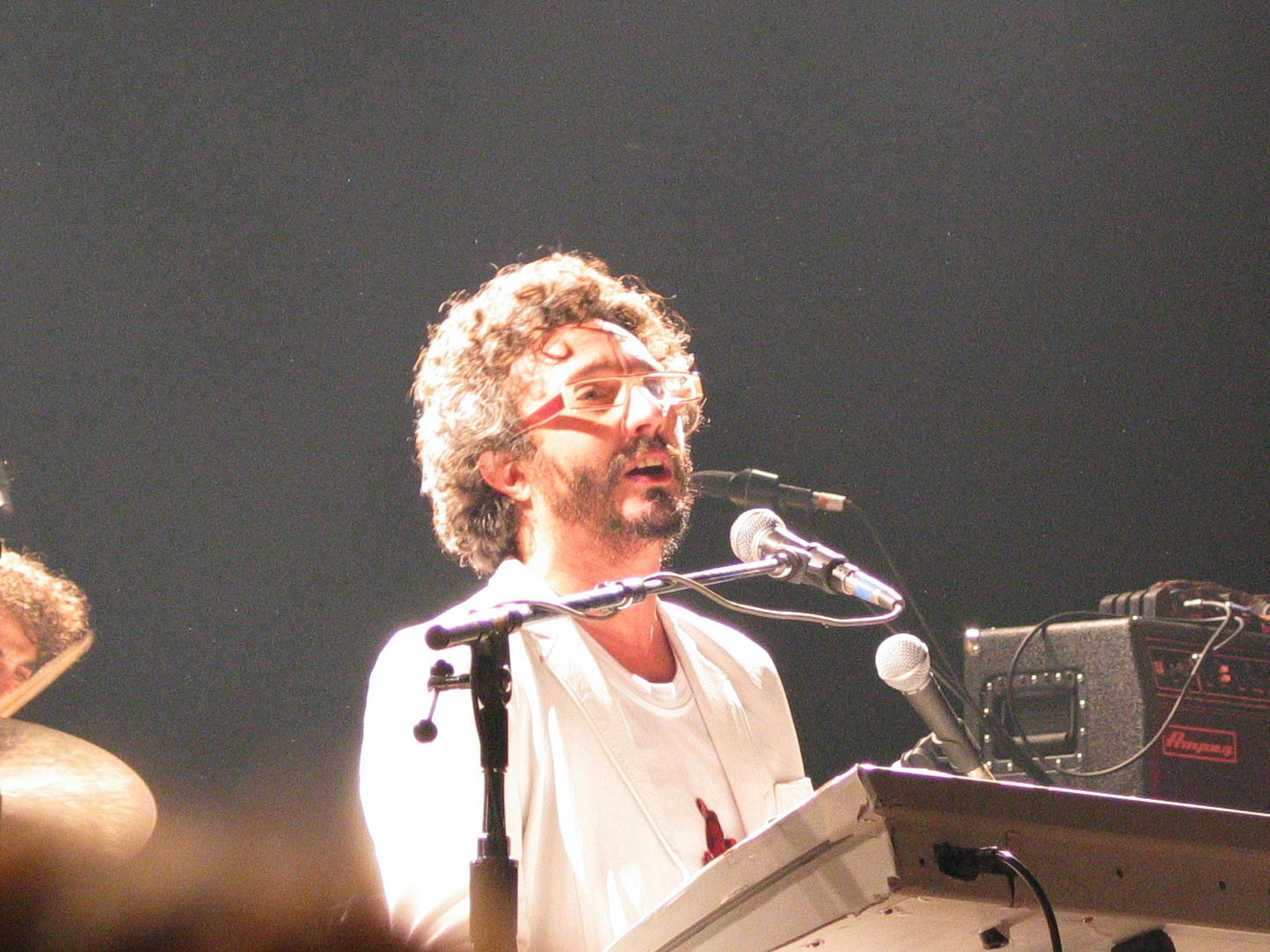
Fito Páez realizó un cameo en la tira.

- Charly García
- Marcelo Moura
- Alejandro Lerner
- Sandra Mihanovich
- Sebastián Wainraich
- Hilda Lizarazu
- Bersuit Vergarabat
- Iván Noble
- Juanse (capítulo 38)
- Pía Shaw (capítulo 1)
- Elizabeth Vernaci
- Matías Martin
- Jóvenes Pordioseros
- Toti Iglesias
- Kapanga
- Martin Fabio
- Fito Páez (capítulo 16)
- Los Tipitos
- Viuda e Hijas de Roque Enroll
- Claudia Ruffinatti
- Claudia Mabel Sinesi
- Mavi Díaz
- Juan di Natale
- Adrián Barilari
- Bebe Sanzo
- Rosario Ortega
- Sergio Denis
- Nequi Galotti
- Mabby Autino
- Benito Fernández
- Valeria Mazza
- Marky Ramone
- Solange Cubillo
- Chano Moreno Charpentier
- Roxana Zarecki
- Débora Bello
- Gustavo Cordera
- David Lebón
- Leo García
- Pablo Ruiz
- Daniel Agostini
- La Barby
- Ezequiel "El Polaco" Cwirkaluk
- Pablo Echarri
- Palito Ortega
- Nancy Dupláa
- Julieta Fazzari
- Nancy Anka
- Gabriela Allegue
- Fernando Bravo
- Teté Coustarot
- Nito Mestre
- Celeste Carballo
- Ella Es tan Cargosa
- Victoria Saravia
- Fabiana Cantilo
- Ciro Pertusi
- Jauría
- Marta Minujín

## Premios y nominaciones
| Año  | Premio               | Categoría                                      | Programa                                                | Resultado |
| ---- | -------------------- | ---------------------------------------------- | ------------------------------------------------------- | --------- |
| 2014 | Premio Martín Fierro | Ficción Diaria / Novela                        | Viudas e hijos del rock and roll                        | Nominado  |
| 2014 | Premio Martín Fierro | Actor Protagonista de Ficción Diaria / Novela  | Damián De Santo                                         | Nominado  |
| 2014 | Premio Martín Fierro | Actor Protagonista de Ficción Diaria / Novela  | Juan Minujín                                            | Ganador   |
| 2014 | Premio Martín Fierro | Actriz Protagonista de Ficción Diaria / Novela | Paola Barrientos                                        | Nominada  |
| 2014 | Premio Martín Fierro | Revelación                                     | Darío Barassi                                           | Nominado  |
| 2014 | Premio Martín Fierro | Autor / Libretista                             | Ernesto Korovsky - Silvina Frejdkes - Alejandro Quesada | Nominado  |
| 2014 | Premio Martín Fierro | Cortina Musical                                | Tus horas mágicas interpretada por Tan Biónica          | Nominada  |

| Año  | Premio       | Categoría                         | Programa                                                | Resultado |
| ---- | ------------ | --------------------------------- | ------------------------------------------------------- | --------- |
| 2015 | Premios Tato | Ficción Diaria                    | Viudas e hijos del rock and roll                        | Ganador   |
| 2015 | Premios Tato | Actriz Protagónica                | Paola Barrientos                                        | Nominada  |
| 2015 | Premios Tato | Actriz de Reparto                 | Georgina Barbarossa                                     | Nominada  |
| 2015 | Premios Tato | Guion Original de Ficción         | Ernesto Korovsky - Silvina Frejdkes - Alejandro Quesada | Nominados |
| 2015 | Premios Tato | Arte en Ficción                   | Julia Freid                                             | Nominada  |
| 2015 | Premios Tato | Vestuario en Ficción              | Felicitas Isse Moyano - Lucía Rosauer                   | Nominadas |
| 2015 | Premios Tato | Director en Fotografía en Ficción | Julia Freid                                             | Nominada  |
| 2015 | Premios Tato | Edición en Ficción                | Pablo Bolognio - Guille Gatti                           | Nominados |
| 2015 | Premios Tato | Cortina Musical                   | Tus horas mágicas interpretada por Tan Biónica          | Nominada  |

| Año  | Premio          | Categoría              | Programa           | Resultado |
| ---- | --------------- | ---------------------- | ------------------ | --------- |
| 2015 | Premios Notirey | Revelación Femenina    | Iride Mockert      | Nominada  |
| 2015 | Premios Notirey | Mejor Actrizde Reparto | Violeta Urtizberea | Nominada  |

## Crítica y recepción
Clarín destacó la historia y la buenas actuaciones de sus protagonistas y del elenco. Además del despliegue de la producción, casi cinematográfico. En su primer episodio, alcanzó un ráting de 21.3 puntos. Ganó su franja y fue lo más visto del día. Durante sus 154 episodios, tuvo un promedio general de 13.0 puntos, con una marca máxima de 21.3 puntos el día de su debut, y un piso de 7.3 puntos. Su último capítulo promedió 13.6 puntos de rating. Cuando la novela extranjera Las mil y una noches comenzó en enero y se convirtió en un éxito, la entonces exitosa telenovela empezó a descender notablemente de rating, algo que preocupaba mucho al canal y cambió su horario repetidas veces.

«Como llama encendida del estreno quedan muchos personajes pintorescos y las muy buenas actuaciones de De Santo, Barrientos -en su primer protagónico-, Mirás y Julieta Ortega, que arrancó como mejor amiga, para terminar como viuda. Claro que, en el medio, pasaron 22 años. Tiempo que la tira promete desandar con el correr de la historia. Ah, más arriba hablábamos del final del primer capítulo: después del velatorio en el que no pudieron cruzar miradas, ella toca el timbre, él abre la puerta, el destino se encapricha y suena el amor después del amor. Un cierre que da ganas de más».

## Ficha técnica
- Una Producción de: Telefe – Underground Producciones – Endemol
- Autores: Ernesto Korovsky – Silvina Frejdkes – Alejandro Quesada
- Colaboradores Autorales: Martín Méndez – Claudia Bono – Carolina González – Teresa Donato
- Directores de Fotografía: Alberto Echenique – Omar Maggi – Gerardo Soldatos
- Sonido: Marcos Miranda – Marcelo Montero – Roberto Gregorio
- Escenografía: Julia Freid
- Ambientación: Gabriel Duarte – Luis González Oliva – María Sanguinetti – Natalia Taiani
- Vestuario: Felicitas Isse Moyano – Lucía Rosauer – Gabriela Ledesma
- Casting: Lola Viviani – Matias Luna
- Asistentes de Dirección: Damián González – Claudio Ratti – Javier Muñiz
- Musicalización: Elvio Gómez
- Editores de Sonido: Martín Seoane – Natalia Toussaint
- Productores Técnicos: Rubén Bertora – Gerardo Sosa
- Coordinación de Producción: Romina Bellini – Osvaldo Codazzi
- Coordinación de Post-Producción: Fabricio A. Rodríguez
- Edición: Guillermo Gatti (E.D.A.) – Pablo Bologna (On-Line)
- Asesor de Imagen: Sergio Dotta
- Productora Artística: Vanina Martorilli
- Productor Ejecutivo: Gustavo Errico
- Dirección: Mariano Ardanaz – Javier Pérez – Diego Sánchez
- Director Integral: Miguel Colom
- Productores Asociados: Martín Kweller – Grupo Crónica
- Productor General: Pablo Culell
- Dirección General: Sebastián Ortega